# Нектанеб II
Нектанеб II (егип. Nḫt-Ḥr-Ḥbt, др.-греч. Νεχτανεβης) — фараон Древнего Египта, правивший приблизительно в 360—343 годах до н. э. Последний в истории этнический египтянин, правивший Древним Египтом. О Нектанебе было сложено несколько легенд, одна из которых заключалась в том, что он был отцом Александра Великого.

## Биография

### Приход к власти
Нектанеб II вступил на престол в результате восстания, поднятого египетским народом против его родственника Тахоса. Вскоре после захвата Нектанебом власти в городе Мендес против него восстал новый узурпатор (источники не приводят его имени; возможно, он был наследником прав Мендесской династии) и провозгласил себя фараоном. Он послал к военачальнику греческих наёмников Нектанеба Агесилаю гонцов, стремясь привлечь его на свою сторону, но Агесилай, боясь прослыть изменником и предателем, остался верен Нектанебу.
В одном из городов Дельты войска Нектанеба II и Агесилая были осаждены узурпатором, который нашёл себе много приверженцев. Осаждающие стали рыть глубокий ров вокруг городских стен, чтобы запереть там верное фараону войско. Однако Агесилай и Нектанеб со своими отрядами напали на мятежников, которые, находясь на разных концах незавершенного рва, лишились своего численного превосходства и были разгромлены. Посадив, таким образом, фараона на трон, Агесилай уехал, щедро одарённый благодарным царём, но по пути из Египта на родину он скончался.

### Отказ от завоеваний и благоволение к жрецам
После этого Нектанеб вернулся к угодной для жречества политике и отменил реформу Тахоса. Но одновременно с этим пришлось отказаться от ведения наступательной войны в Сирии. Сирийский поход был прерван.
Новый фараон стремился задарить жречество. Только на погребение мемфисского священного быка Аписа Нектанеб II на 2-м году своего царствования отпустил более 40 кг золота и более 500 кг серебра, не считая других несметных даров, в том числе свыше 400 голов рогатого скота и свыше тысячи голов птицы.

### Строительная деятельность
Нектанеб II снискал себе уважение жрецов благодаря обширному храмовому строительству. Остатки храмовых сооружений Нектанеба II были обнаружены в различных частях страны. Его имя встречается немногим реже имён знаменитых фараонов XVIII, XIX и XXVI династий. И цельные храмы, и наосы, и мелкие сооружения, и дарственные записи — всё это дошло в значительном количестве и обнаруживает специфический нектанебовский стиль, распознаваемый с первого взгляда. Надписи из Туры доказывают, что работы в каменоломнях продолжались почти постоянно. Из священной горы позади Абидоса было взято столько камня, что к пятому году своего правления фараон был вынужден издать указ, запрещающий его дальнейшую вырубку. Прекрасный красный гранит из мест, расположенных ниже первого порога Нила, везли через всю долину реки к Дельте, которая была любимым местом царя для проведения восстановительных работ.
В настоящее время весь этот регион покрыт обломками красного и чёрного известняка, прекрасно отполированного и покрытого барельефами и надписями. Строительные остатки подтверждают возведение здесь огромных храмов, соперничавших с постройками XVIII династии. От этих роскошных построек остались только обломки, но даже их слишком много, чтобы описать в мельчайших подробностях. Столица Себеннит могла похвастаться храмом из сланца, посвященного Онурису-Шу. Бубастис мог продемонстрировать огромный зал из кварцита, святилища из красного и чёрного гранита и статую из чёрного сланца с магическими текстами и фигурами богов. В Бахбите, который, вероятно, был местом рождения царя, стоял огромный храм Исиды. Колоссальные потолочные блоки в Фарбете указывают на размеры разрушенного храма. В честь богини Баст в Бильбейсе были возведены храм и святилище из чёрного гранита, а в честь бога Тота — два обелиска в Гелиополе. В Тель-Маскхуте была установлена колонна из синего известняка со сценами жертвоприношений Атону, одна сторона которой была облицована тонким слоем золота.
В древней столице Мемфисе фараон поставил два обелиска. На второй год правления царь построил храм для живого Аписа. Он рассказывает, сколько золота, ладана и пива было принесено в дар богу. На второй, а также на восьмой год царствования бык Апис был со всеми положенными почестями похоронен. В Туне было построено святилище из розового гранита, в Мит-Рахине — ещё одно, в Ихнасии — храм из красного гранита, в Коптосе — обелиск из коричневого гранита. В Абидосе сохранились статуи художественного уровня, почти равного лучшим образцам эпохи скульпторов XVIII династии.
В Карнаке его картуш ложно приписывает ему авторство возведения ворот, которые были пристроены Амиртеем к храму Монту, хотя храмы Хонсу и Мут он реставрировал. В Эдфу имелось гранитное святилище такой красоты, что им продолжали пользоваться и при Птолемеях. Храму в Эль-Кабе пристроили карниз. В Элефантине был построен храм Хнуму.
Строил Нектанеб II не только в долине Нила, но и на просторах западной пустыни. В Большом оазисе появился новый вход с пилонами. В более известном храме Амона в оазисе Сива, который вскоре посетил Александр, местный ливийский князь Ун-Амон построил храм Уммабеда для Некхт-Хор-хеби, «который даёт покой сердцам богов и устанавливает для народа законы».
Мы ничего не знаем о стоимости всего этого строительства, но Египет, по крайней мере, выглядел процветающим, и было гораздо лучше, что налоги уходят на местные постройки, а не в сокровищницу далёкого персидского царя. Нектанеб II заслужил саркофаг из зелёной брекчии, на котором изображены двенадцать частей Дуата и тридцать семь из семидесяти воплощений Ра, хотя ему не суждено было быть использованным в качестве места последнего упокоения царя.
Эта забота о храмах проявилась не только в постройках, но и в увеличении их доходов. Об этом свидетельствует одна длинная надпись, интересная тем, что в ней впервые найдено имя Навкратиса, написанное по-египетски. Текст датирован 1-м годом, 4-м месяцем сезона шему, 13-м днём Нектанеба II, то есть временем, непосредственно следующим после его воцарения. После обычного хвалебного вступления рассказывается, как царь, возложив на себя в Саисе корону Нижнего Египта, решил сделать угодное «своей матери Нейт» и для этого издал указ, чтобы в пользу её храма была передана десятина со всего ввозимого по «Греческому морю» в гавань Хенут-хент и десятина со всего производства Пиамро, названного «Нукрат» на берегу канала Ану… Нектанеб II лишал свою казну той части, которая этим указом передаётся саисскому храму, очевидно, в видах привлечения на свою жречества.
Есть доказательства возобновления интереса и к древнейшей литературе. Со времён правления Нектанеба II до нас дошла копия знаменитой Книги мертвых. Стела той эпохи известна своими магическими текстами и пояснительными сценами.
В Риме, в термах Диоклетиана, найдены два больших льва из гранита, с надписью в честь Тота, относящиеся к эпохе Нектанеба II.

### Отражение персидской угрозы
В 351 году до н. э. персы сделали попытку покорить Египет. Ещё ранее Артаксеркс III оккупировал Финикию. Стратон из Сидона был скомпрометирован своим союзом с Египтом. По свидетельству Иеронима Стридонского, при приближении персов он решил совершить самоубийство, но жизнь в роскоши ослабила его мужество, и именно жена приблизила его ужасную судьбу. На его место был назначен Теннес, который на своих монетах изображал себя смиренно идущим за колесницей своего господина.
Теперь настала очередь Египта, но завоевать его было не так-то просто. Нектанеб пригласил талантливых греческих полководцев, афинянина Диофанта и спартанцев Ламия и Гастрона с наёмниками. Ход событий этой войны неизвестен из-за недостатка письменных источников. Мы узнаём об одном эпизоде — спартанский полководец Гастрон, зная, что греческий солдат крепче египетского, и персы больше боятся его, выдал египтян за спартанцев, а спартанцев за египтян, и послал спартанцев в египетской одежде сражаться с персами в первых рядах. Персы, видя, что не могут одолеть даже египтян и, видя подходящее огромное элинское войско, в страхе бежали.

«Гастрон Лакедемонянин, намереваясь в Египте вступать в бой с персами, переменил паноплии и надел паноплии эллинов на египтян, а доспехи египтян на эллинов. Скрыв египтян за эллинов, он, построив, повёл вперед эллинов. Поскольку они нисколько не уступали, а пробивались вперед и смело шли на риск, Гастрон двинул в бой египтян в греческом вооружении. Персы, увидя их и подумав, что нападают эллины, бежали, нарушив свой строй».
В конце концов, после года военных действий (351—350 годы до н. э.) Артаксерксу пришлось отступить. По крайней мере, Исократ ещё в 346 году до н. э. говорил: «прежде всегда следовало опасаться, что великий царь снова покорит Египет, но теперь он сам рассеял эти опасения: выступив в поход против Египта с таким огромным войском, какое он только мог собрать, он был принужден не только возвратиться, как побежденный, но оказался смешным и доказал, что недостоин ни быть царём, ни воевать».
В своей столице Нектанеб II установил свою статую, стоящую между лап гигантского ястреба, изображающего бога Хора. В сопровождающей надписи он с гордостью хвастается тем, что является защитником Египта, который отбрасывает назад чужеземных завоевателей и наносит удар Девяти Лукам (иноземным странам).

### Завоевание Египта персами
Успехи Нектанеба оказали своё действие в Финикии и на Кипре, где вспыхнули новые восстания против персов. Возглавили антиперсидскую коалицию Нектанеб и сидонский царь Теннес. В 346 году до н. э. Нектанеб послал в распоряжение Сидона 4000 греческих наёмников под руководством Ментора с Родоса. Однако в 345 — 344 годах до н. э. Артаксерксу III Оху удалось подавить восстания в Финикии, Иудеи и на Кипре. Ментор с наёмниками перешёл на сторону персов.
В конце 344 года до н. э. Артаксеркс стал готовить новое вторжение в Египет. Он направил посольства в крупнейшие города Греции с просьбой присоединиться к персам в походе против египтян. Афины и Спарта обещали сохранять с персами дружбу, но отказались от союза. Однако Фивы послали тысячу гоплитов под командованием Лакрата, а жители Аргоса — три тысячи солдат под командованием Никострата, в то время как ещё шесть тысяч прибыли из греческих городов в Малой Азии и их должен был возглавить предатель Ментор Родосский. Персами командовали Росак, потомок одного из семи персов, погубивших магов, на тот момент сатрап Ионии и Лидии, и Аристазан, царский докладчик и друг. Третьим персидским военачальником был евнух Багой, которому особенно доверял царь. Сам же царь осуществлял общее командование.
Зимой 343 года до н. э., с огромной армией, насчитывающей 300 000 пехоты, 30 000 всадников, 300 триер и 500 грузовых и торговых кораблей, Артаксеркс направился в Египет (однако не стоит слишком доверять цифрам, которые приводят в такой связи древние историки). Египетская армия, насчитывающая 60 000 египтян, 20 000 греческих наёмников и столько же ливийцев, подкреплённая большим флотом, встретила врага у сильно укреплённого пограничного города Пелусий.
Однако план египетских укреплений Пелусия был выдан персам Ментором, который ранее был на службе у фараона. Персы отвели течение рва в другое место и соорудили насыпи, с которых обстреливали город из осадных машин. Но египтяне быстро заделывали брёвнами бреши в стенах и отбивали все атаки врага. Оборона была крепкой и, как это было в прошлом, должна была сдержать агрессоров. Однако всё оказалось бесполезным, потому что командующие греческими наёмниками на стороне египтян не смогли заставить царя согласиться с предложенной ими тактикой. В ответ на совет немедленно атаковать противника, Нектанеб II решил подождать близкого паводка на Ниле, уверенный в том, что поднявшийся уровень воды снова вынудит врага отступить из разлившейся дельты реки.
Однако затем пришла весть, что персидское войско под командованием Никострата на 80 кораблях зашло в тыл египтянам. Клений с острова Коса, командовавший наёмниками у Нектанеба, попытался с 7000 солдат оказать сопротивление, но был разбит, потеряв более пяти тысяч бойцов. Сам Клений погиб в этом бою. Путь на юг войскам царя оказался открытым, так как Нектанеб трусливо бежал в Мемфис. Оставшиеся в тылу врага воины гарнизона Пелусия после нескольких дней ожесточённых боев, узнав, что фараон отступил в Мемфис, завязали переговоры с командующим персидскими войсками осаждавшими Пелусий фивянином Лакратом. Они сложили оружие, получив гарантию свободного возвращения в Грецию вместе со всем своим имуществом. Персы начали захват городов Дельты. Ментор со своим отрядом овладел Бубастисом и некоторыми другими городами, и распустил слух, что те, кто перейдёт на сторону персов, получат пощаду, а города взятые силой подвергнутся разрушению. Ментор отпустил пленных, чтобы эти слухи распространились по всей стране и вскоре все греческие наёмники, служащие фараону, перешли на сторону Артаксеркса. В 342 году до н. э. персы захватили Мемфис и весь Египет, а Нектанеб, собрав свои сокровища, бежал в Нубию.

«Причиной его поражения было главным образом отсутствие у него военного опыта и тот факт, что персы были разбиты им в предыдущем походе. Получив известных в то время полководцев, отличавшихся доблестью и военным талантом, — афинянина Диофанта и спартанца Ламия, он с их помощью удачно вёл дело. Затем же, вообразив себя искусным полководцем, он не желал делить с кем-либо командование и поэтому, из-за своей неопытности, был не в состоянии выполнить любой из шагов, которые были бы полезны на этой войне».

### Египет под властью персов
Греческие наемники, состоящие на жалованье в Египте, получили прощение и были отправлены домой, а те, что находились на службе у персов, были щедро вознаграждены. Багой стал визирем, а Ментору был поручен надзор за эгейским побережьем. Египет понёс суровое наказание за свой бунт, который длился почти столетие. Стены городов были разрушены, а их храмы разграблены.
Если верить Плутарху и Элиану, своей собственной рукой Артаксеркс заколол священного быка Аписа и на его место в качестве насмешки определил осла, которому повелел поклоняться местному населению. По другой версии, сохранившейся у Динона, персидский царь велел изжарить Аписа и вместе со своими сотрапезниками съел его. Был убит также и такой же священный баран Мендеса. Однако эти рассказы анекдотического характера скорее заставляют сомневаться в объективности античных сообщений о погромах в египетских святилищах. Среди награбленного в храмах оказались священные свитки, которые Багой позднее продал назад жрецам за непомерную цену. В конце 343 года до н. э. Ох возвратился в Персию, где он поселил в качестве изгнанников видных деятелей Египта, которых он увёз с собой, оставив сатрапом Ферендата.
Местное население по-прежнему отказывалось признавать Артаксеркса законным царём. Из своего убежища в Эфиопии Нектанеб II продолжал контролировать Верхний Египет. На восемнадцатый год царствования (341 год до н. э.) его ещё считали царём в Эдфу, где он подарил местному Хору земли, законность чего была позднее признана Птолемеями. При этих самых Птолемеях была написана так называемая Демотическая хроника, которая также приписывает Нектанебу II царствование в течение 18 лет. Секст Африкан цитируя Манефона также указывает, что Нектанеб II правил в течение 18 лет, правда, Евсевий Кесарийский (из Синкелла и Армянской версии), ссылаясь на того же Манефона, говорит, что Нектанеб II царствовал 8 лет.

### Сказки и легенды о Нектанебе II
Персидское завоевание и последовавшие за ним ужасы должны были, конечно, оставить глубокие следы в народной памяти. Именно к этому времени относится начальный этап написания так называемой «Демотической хроники». Время Нектанеба II в ней названо «временем гибели, дележа в 18-й день», когда «мидяне-языки открыли сокровища», когда «наши водовместилища, наши каналы полны слез, и в Египте нет людей, чтобы жить в домах». Несмотря на то, что автор отрицательно относится к Нектанебу II, которого он высмеивает, заставляя чваниться царским одеянием, в хронике имеются пророчества о грядущем победоносном возвращении Нектанеба II из Эфиопии и будущей победе его над врагами — персами. Вера в возрождение царства Нектанеба, в действительности не существовавшего, создалось, очевидно, в среде египетского народа в годы, непосредственно следующие за вторжением армии Артаксеркса III Оха, то есть когда Нектанеб ещё удерживал власть над Эфиопией и какой-то частью Верхнего Египта.
Хроника интересна и как показатель умонастроений жречества тех времен (она, безусловно, написана жрецом). Несмотря на целый ряд воздвигнутых Нектанебом II храмов и сохранившихся указов его о дарении этим храмам земельных участков и доходов с них, позволительно предположить, что в конце царствования этого фараона у него произошел какой-то конфликт со жречеством, в результате которого египетские жрецы, или по крайней мере какая-то часть из них, сыграли роль прямых предателей во время персидского нашествия.
При завоевании Египта Александром Великим, была пущена династическая легенда о происхождении его от Нектанеба, нашедшая своё отражение в «Романе об Александре». Якобы последний египетский царь Нектанеб, с помощью магических средств узнавший однажды, что его страной овладеют персы, бежит из Египта, захватив золото и переменив платье, в Македонию. Здесь, в Пелле, он приобретает славу искусного мага, влюбляется в Олимпиаду, жену царя Филиппа, околдовывает её и добивается её взаимности. Олимпиада думает, что находится в связи с богом Амоном, образ которого принимал Нектанеб, являясь к ней на свидание. Филипп по возвращении из похода узнает, что у Олимпиады родится сын и верит, благодаря чарам Нектанеба, что это сын бога. Подобная легенда должна была быть по сердцу египетскому народу. Приписав Александру египетского отца, египтяне могли утешать своё честолюбие мыслью, что владыкой мира стал египтянин.
Очевидно, к этому же времени следует отнести и возникновение в египетском народе известной новеллы о сне Нектанеба, дошедшей до нас в греческом переводе на одном из папирусов Лейденского собрания.
На причину этой его уверенности — обещание бога войны Онуриса спасти Египет от надвигающейся угрозы — есть намек в народной сказке, которая дошла до нас только в греческом переводе на папирусе более позднего периода. В ней говорится, что в ночь с 21-го на 22-е число месяца фармути, в полнолуние, на шестнадцатый год правления Нектанеба II царь, проживавший в Мемфисе, совершил жертвоприношение и попросил богов открыть ему будущее. Современные астрономические таблицы доказывают, что в этот год правления Нектанеба полную луну в месяц фармути можно было наблюдать в ночь с 5 на 6 июля 343 г. до н. э. Таким образом мы получили не только дату этих конкретных событий, но, фактически, ключ ко всей хронологии независимого Египта на протяжении IV в. до н. э.
В ответном сне, ниспосланном ему, как говорится в сказке, Нектанеб увидел плывущий папирусный плот — по-египетски он называется «ромпс» (как поясняет переводчик), — который встал на якоре в Мемфисе. На нём стоял большой трон, на котором восседала Исида, богиня плодов и возлюбленная богов; все боги стояли вокруг неё по правую и левую руку. Один из них, ростом 20 локтей, вышел на середину; его имя на египетском языке дано как Онурис, а на греческом — Марс (это ещё одно пояснение). Упав лицом вниз, он заговорил так: «Приди ко мне, богиня богов, ты, обладающая величайшей властью, правящая всеми во Вселенной и дающая жизнь всем богам. Смилуйся надо мной, Исида, и услышь меня! По твоему приказу я безустанно наблюдал за этой страной и делал всё, что нужно, для Нектанеба, царя Самауса, которого ты сделала правителем. Но он обходит вниманием мой храм и не слушает моих предписаний. Нет у меня храма, а работы в святая святых под названием Ферсо [Першу — „дом Шу“] закончены наполовину из-за нечестности вождя». Богиня ничего не ответила.
Нектанеб проснулся и поспешно призвал к себе верховного жреца и пророка Онуриса из Себеннита. Они сообщили, что ситуация не такая безнадежная, как намекает этот сон; всё было завершено, за исключением священных букв, которые должны были быть вырезаны на каменных стенах, — иероглифов. Царь поспешно повелел созвать людей, искусных в резьбе священных слов. Когда они прибыли ко двору, их спросили, кто из них может быстрее всех закончить работу. Встал Петесий, сын Эргака из Афродитополя, и скромно сказал, что он может закончить работу за несколько дней. И его товарищи единогласно согласились с тем, что он говорит правду, так как ни один человек в этой стране не мог равняться с ним в мастерстве. И Нектанеб дал Петесию много денег, и тот отправился в Себеннит.
Будучи по натуре пьяницей, Петесий решил, что ему следует немного повеселиться, прежде чем приступать к работе. И случилось так, что, когда он прохаживался по храму, он встретил дочь изготовителя благовоний, самую прекрасную девушку, которую он когда-либо видел, — и здесь папирус заканчивается.
Очевидно, Петесий, в своем страстном влечении к вину и к женщине, не выполнил порученную ему работу, и надписи в святая святых храма остались незаконченными. Гнев Онуриса обратился теперь и на самого царя. Ведь Онурис, как бог Севеннитского нома, родины Нектанеба, имел полное право рассчитывать на максимум заботливости по отношению к себе. Поэтому бог в своем великом гневе «обернулся спиной» к Египту, и военное счастье покинуло Нектанеба.
Возникновение этой легенды было обусловлено стремлением её создателя объяснить себе причину гнева богов, поразивших столь благочестивого царя, каким был Нектанеб II.
Внук Нектанеба, носивший то же имя, занимал важную придворную должность при Птолемеях. Сохранился саркофаг из тёмного гранита «номарха округов Буто, Себеннита и Таниса, верховного военачальника царя» Нахтхорхеба (Нектанеба), ныне хранящийся в Берлинском музее. Надписи на нём сохранили нам родословную умершего владетеля саркофага, из которой становится ясно, что он являлся внуком последнего царя XXX династии. Как внук фараона Нектанеба II он должен был жить лет на 60 позже смерти своего деда, то есть через 50 лет после завоевания Египта Александром Македонским. Вероятно, мы должны считать его современниками Птолемея I Сотера или Птолемея II Филадельфа.

## Имя
| G5 |

| G5 |

| U7 · N19 |

| U7 · N19 |

| M127 |

| M127 |

| U7 · N19 | G20 | V31 | I6 · X1 · O49 |

| U7 · N19 | G20 | V31 | I6 · X1 · O49 |

| N36 · N19 | Aa15 · D36 · V31 | I6 · O49 |

| N36 · N19 | Aa15 · D36 · V31 | I6 · O49 |

| G16 |

| G16 |

| S29 | O4 · D21 | F34 · Z1 | R8A |

| S29 | O4 · D21 | F34 · Z1 | R8A |

| O34 · O4 · D21 | F34 · Z1 | R8A |

| O34 · O4 · D21 | F34 · Z1 | R8A |

| S29 | O4 · D21 | F34 · Z1 | Z3 | R8 | X1 · V31 · N35 | D54 | N25 · X1 · Z2ss |

| S29 | O4 · D21 | F34 · Z1 | Z3 | R8 | X1 · V31 · N35 | D54 | N25 · X1 · Z2ss |

| G8 |

| G8 |

| S29 | Y5 · N35 | U32 | O4 · Q3 | G43 | Y1V | Z3 |

| S29 | Y5 · N35 | U32 | O4 · Q3 | G43 | Y1V | Z3 |

| S29 | Y5 · N35 | O4 · Q3 | Y1 · Z2 | V28 | A24 | T10 · Z2ss | Z2ss · Z2ss |

| S29 | Y5 · N35 | O4 · Q3 | Y1 · Z2 | V28 | A24 | T10 · Z2ss | Z2ss · Z2ss |

| nswt&bity |

| nswt&bity |

| C2 | C18 | S29 | M29 | ib · Z1 | U21 · n |

| C2 | C18 | S29 | M29 | ib · Z1 | U21 · n |

| C2 | C18 | S29 | M29 | ib · Z1 | U21 · n |

| C2 | C18 | S29 | M29 | ib · Z1 | U21 · n |

| C2 | C18 | S29 | M29 | ib · Z1 | U21 · n |

| C2 | C18 | S29 | M29 | ib · Z1 | U21 · n |

| C2 | C18 | S29 | M29 | ib · Z1 | U21 · n |

| C2 | C18 | S29 | M29 | ib · Z1 | U21 · n |

| C2 | C9 | S29 | M29 | ib · Z1 | U21 · n |

| C2 | C9 | S29 | M29 | ib · Z1 | U21 · n |

| C2 | C9 | S29 | M29 | ib · Z1 | U21 · n |

| C2 | C9 | S29 | M29 | ib · Z1 | U21 · n |

| C2 | C9 | S29 | M29 | ib · Z1 | U21 · n |

| C2 | C9 | S29 | M29 | ib · Z1 | U21 · n |

| C2 | C9 | S29 | M29 | ib · Z1 | U21 · n |

| C2 | C9 | S29 | M29 | ib · Z1 | U21 · n |

| G39 | N5 |

| G39 | N5 |

| D40 | G5 | O49 | W4 |

| D40 | G5 | O49 | W4 |

| D40 | G5 | O49 | W4 |

| D40 | G5 | O49 | W4 |

| D40 | G5 | O49 | W4 |

| D40 | G5 | O49 | W4 |

| D40 | G5 | O49 | W4 |

| D40 | G5 | O49 | W4 |

| G5 | Z1 | N35 · D40 | W4 | C18 | U6 |

| G5 | Z1 | N35 · D40 | W4 | C18 | U6 |

| G5 | Z1 | N35 · D40 | W4 | C18 | U6 |

| G5 | Z1 | N35 · D40 | W4 | C18 | U6 |

| G5 | Z1 | N35 · D40 | W4 | C18 | U6 |

| G5 | Z1 | N35 · D40 | W4 | C18 | U6 |

| G5 | Z1 | N35 · D40 | W4 | C18 | U6 |

| G5 | Z1 | N35 · D40 | W4 | C18 | U6 |

| C18 | D38 | G5 | W4 | X1 · O49 | N36 |

| C18 | D38 | G5 | W4 | X1 · O49 | N36 |

| C18 | D38 | G5 | W4 | X1 · O49 | N36 |

| C18 | D38 | G5 | W4 | X1 · O49 | N36 |

| C18 | D38 | G5 | W4 | X1 · O49 | N36 |

| C18 | D38 | G5 | W4 | X1 · O49 | N36 |

| C18 | D38 | G5 | W4 | X1 · O49 | N36 |

| C18 | D38 | G5 | W4 | X1 · O49 | N36 |

| C9 | C18 | H8 · N36 · D40 | G5 | W4 | X1 · O49 |

| C9 | C18 | H8 · N36 · D40 | G5 | W4 | X1 · O49 |

| C9 | C18 | H8 · N36 · D40 | G5 | W4 | X1 · O49 |

| C9 | C18 | H8 · N36 · D40 | G5 | W4 | X1 · O49 |

| C9 | C18 | H8 · N36 · D40 | G5 | W4 | X1 · O49 |

| C9 | C18 | H8 · N36 · D40 | G5 | W4 | X1 · O49 |

| C9 | C18 | H8 · N36 · D40 | G5 | W4 | X1 · O49 |

| C9 | C18 | H8 · N36 · D40 | G5 | W4 | X1 · O49 |

| H8 | C9 | U6 | D40 | G5 | W4 | X1 · O49 |

| H8 | C9 | U6 | D40 | G5 | W4 | X1 · O49 |

| H8 | C9 | U6 | D40 | G5 | W4 | X1 · O49 |

| H8 | C9 | U6 | D40 | G5 | W4 | X1 · O49 |

| H8 | C9 | U6 | D40 | G5 | W4 | X1 · O49 |

| H8 | C9 | U6 | D40 | G5 | W4 | X1 · O49 |

| H8 | C9 | U6 | D40 | G5 | W4 | X1 · O49 |

| H8 | C9 | U6 | D40 | G5 | W4 | X1 · O49 |

| C9 | U6 | D40 | G5 | W4 | X1 · O49 |

| C9 | U6 | D40 | G5 | W4 | X1 · O49 |

| C9 | U6 | D40 | G5 | W4 | X1 · O49 |

| C9 | U6 | D40 | G5 | W4 | X1 · O49 |

| C9 | U6 | D40 | G5 | W4 | X1 · O49 |

| C9 | U6 | D40 | G5 | W4 | X1 · O49 |

| C9 | U6 | D40 | G5 | W4 | X1 · O49 |

| C9 | U6 | D40 | G5 | W4 | X1 · O49 |

| C2 | H8 | C18 | N36 · D40 | G5 | W4 |

| C2 | H8 | C18 | N36 · D40 | G5 | W4 |

| C2 | H8 | C18 | N36 · D40 | G5 | W4 |

| C2 | H8 | C18 | N36 · D40 | G5 | W4 |

| C2 | H8 | C18 | N36 · D40 | G5 | W4 |

| C2 | H8 | C18 | N36 · D40 | G5 | W4 |

| C2 | H8 | C18 | N36 · D40 | G5 | W4 |

| C2 | H8 | C18 | N36 · D40 | G5 | W4 |